# 頭號殺姬Ava
《艾娃》是2020年美國動作驚悚片，由塔特·泰勒導演，杰西卡·查斯坦、約翰·馬克維奇、朗尼·拉希德·林恩、吉娜·戴维斯、科林·法雷尔、艾恩·古福特和陳沖主演。

## 剧情
正在戒毒的军方特務艾娃·福克纳在法国绑架一位英国商人，临动手前问他为什么有人要他死。但她不知道的是，有位女人在远处以电子方式窃听了这番谈话。之后，艾娃飞到波士顿，与久未见面的妹妹朱迪探望心绞痛住院的母亲鲍比。艾娃没见两人八年了。
负责联系艾娃的军方人员公爵派她去沙特阿拉伯暗杀一位德国将军。艾娃引诱这位将军落入陷阱，给他注射毒药，让他看上去像心肌梗死而亡。此时将军的贴身侍卫发现了她，双方爆发枪战，她以迅雷不及掩耳之势剿灭了对方。
艾娃逃到巴讷维尔-卡特雷，杜克说这次行动的情报有误，杀害将军的方式不对，并为此道歉，又让艾娃休假一段时间，好放松心情。借此机会，艾娃回到波士顿，去见前未婚夫迈克尔，这位迈克尔现在和她的妹妹朱迪暧昧。
来到不列颠哥伦比亚省，杜克与上级西蒙见面。西蒙的女儿卡米尔就是影片开头窃听艾娃的那个女人。西蒙觉得艾娃经常质问目标，对他们的行动有二心，是件烫手山芋。杜克离开后，西蒙继续派人追杀艾娃。艾娃杀掉追兵，前去质问杜克，杜克坚称追杀她的人是毒贩。当晚，艾娃与朱迪、迈克尔一起吃晚饭，双方交谈不愉快。第二天早上，朱迪找上艾娃家门，说迈克尔不见了。艾娃意识到他又去赌博，来到女子托妮经营的地下赌场，将欠债的迈克尔救走。
杜克又来找西蒙，说自己知道艾娃被西蒙陷害。双方爆发打斗，西蒙杀死杜克。之后，他将杜克死亡的视频发给艾娃。艾娃伤心欲绝，来到朱迪家中，要迈克尔和他一起私奔，但被对方拒绝，理由是朱迪怀有身孕。艾娃闯入托妮的赌场，杀掉她的一批手下，让她拿出一袋钱迈克尔还债。
回到旅店，艾娃被西蒙袭击，双方在打斗中严重负伤。西蒙拖着疲惫的身躯逃离起火的大楼，警告艾娃不要出现在他的面前，否则死定。艾娃追上前，在扎金桥桥底截住他，把他杀掉。艾娃来到朱迪家，嘱咐她马上离开这个国家，还把存着自己收入的瑞士银行账户号码告诉他。朱迪离开前，迈克尔把杜克的信交给艾娃。艾娃接过信，看到杜克在信中说对自己人生的结局很满意。来到街上，艾娃被西蒙的女儿卡米尔跟踪。

## 阵容
- 杰西卡·查斯坦 饰 艾娃·福克纳（Ava Faulkner）
- 約翰·馬克維奇 饰 杜克（Duke）
- 凡夫俗子 饰 迈克尔（Michael）
- 科林·法雷尔 饰 西蒙（Simon）
- 吉娜·戴维斯 饰 鲍比（Bobbi）
- 杰西·韦克斯勒（英语：Jess Weixler） 饰 朱迪（Judy）
- 黛安娜·席佛斯 饰 卡米尔（Camille）
- 陈冲 饰 托妮（Toni）
- 艾恩·古福特 饰 彼得·汉密尔顿（Peter Hamilton），國際貨幣基金組織金融顾问

## 制作
2018年8月，影片原定导演馬修·牛頓身陷家暴当时女友布鲁克·萨奇韦尔的丑闻。倡导MeToo运动的主演杰西卡·查斯坦因与牛顿共事，被外界批评是伪君子。舆论压力下，牛顿辞任导演，由塔特·泰勒接任，则牛顿自己被列为影片的编剧。
2018年9月，科林·法雷尔、凡夫俗子和約翰·馬克維奇加盟剧组。2018年10月，克里斯托弗·多米格（Christopher Domig）、黛安娜·席佛斯、吉娜·戴维斯、陈冲和杰西·韦克斯勒加盟。2019年11月，影片片名官宣，名为《Ava》。

### 拍摄
主体拍摄于2018年9月24日在波士顿启动，取景地包括马萨诸塞州波士顿、格洛斯特和韦斯特。影片出现的地方有圣约瑟夫修道院（Saint Joseph's Abbey）、施拉夫特中心（The Schrafft Center）、温格尔希克海滩、伍斯特地区机场、波士顿农贸市场和波士顿公园。

## 发行
2020年7月2日，影片在匈牙利上映。2020年8月27日，影片由DirecTV Cinema平台在美国发行，9月25日由垂直娱乐在隨選視訊平台发行。2020年9月2日，由狂人娱乐在澳大利亚发行DVD和蓝光碟。
2020年12月6日，影片登陆Netflix，首日成为平台观看人数第三高的电影，次日成为第二高，首周末成为最高。

## 评价

### 专业评价
汇总媒体烂番茄根据38条评论打出16%的腐烂度，平均得分仅4.3/10。网站共识写道：“《艾娃》有间谍惊悚大片的所有元素，但星光璀璨的演出阵容无法挽救沉闷、陈词滥调的故事。”Metacritic根据9条评论打出39/100的平均分，表示“普遍差评”。
《综艺》的盖·罗吉（Guy Lodge）认为影片“出人意料地展现制片人与明星阵容身为动作片英雄的能力，只不过马修·牛顿写的剧本过于轻描淡写、陈词滥调，让整个作品看起来更像中规中矩的电视剧试播集，而非星光熠熠的大片。”《好莱坞报道者》专栏作者博伊德·范·霍伊（Boyd van Hoeij）认为查斯坦再度扮演强悍角色，让观众十分信服。如果观众能整部电影看下去，多半要归功于她的明星魅力，这种力量几乎补偿了逐渐变得荒谬的剧情。马尔科维奇和法雷尔两位A咖巨星仿佛知道自己在拍B级片，非常享受这次机会。

### 票房与收视率
影片在匈牙利59家影院上映，首周末票房31,820美元，位列票房榜第一位。全球票房共计330万美元。
影片在Apple TV和Google Play美国区上线首周末空降租借榜第一位，在FandangoNow位列第二。次周二位列Apple TV、Google Play和Spectrum租借榜第一，FandangoNow第二。

## 外部連結
- 互联网电影数据库（IMDb）上《頭號殺姬Ava》的资料（英文）
- Box Office Mojo上《頭號殺姬Ava》的资料（英文）
- AllMovie上《頭號殺姬Ava》的资料（英文）
- 爛番茄上《頭號殺姬Ava》的資料（英文）
- Metacritic上《頭號殺姬Ava》的資料（英文）
- 豆瓣电影上《頭號殺姬Ava》的資料 （简体中文）
- 时光网上《頭號殺姬Ava》的資料（简体中文）
- 開眼電影網上《頭號殺姬Ava》的資料（繁體中文）